# 服務條款
服务条款（Terms of service，通常简称为TOS或ToS）是服务提供者与用戶之间的一種契约，該契約由服务提供者擬定。用戶必须同意遵守服务条款才能使用服务提供者所提供的服务。服务条款的內容有時是一个关于网站使用的免責聲明。